# Louise Brissette
Pour les articles homonymes, voir Brissette.
Louise Brissette est une physiothérapeute québécoise née à Plessisville, le 8 mars 1946. Résidente à Sainte-Anselme, elle est propriétaire de la maison d'aide aux enfants handicapés Les Enfants d'amours.

## Distinctions
- 1985 - Prix Gustave Gingras, Association de la paralysie cérébrale
- 1998 - Ordre souverain de Malte, Dame de Grâce et de Mérite
- 1986 - Prix du Mérite familial, Adulte qui s'est le plus distingué
- 1988 - Prix Grand Cœur Air Canada - Région de Québec
- 1989 -  Chevalier de l'Ordre national du Québec
- 1989 - Personnalité Richelieu
- 1989 - Prix excellence, Ordre des Physiothérapeutes du Québec
- 1990 -  Membre de l'Ordre du Canada
- 1990 - Prix Bénévolat du Canada
- 1991 - Mention d'honneur par la Fédération des Unions de familles du Québec
- 1993 - Certificat du Mérite civique du Canada
- 1994 - Médaille du 150e de l'Université de Montréal
- 1995 - Prix Rayonnement hors Québec, Chambre de commerce et d'industrie de Québec
- 1997 - Prix reconnaissence Desjardins
- 1998 - Médaille du Service mondial, Kiwanis
- 2009 - Membre de l'Académie des Grands Québécois, Profil Social
- 2014 - Médaille d'honneur de l'Assemblée nationale